# Sirhan Sirhan

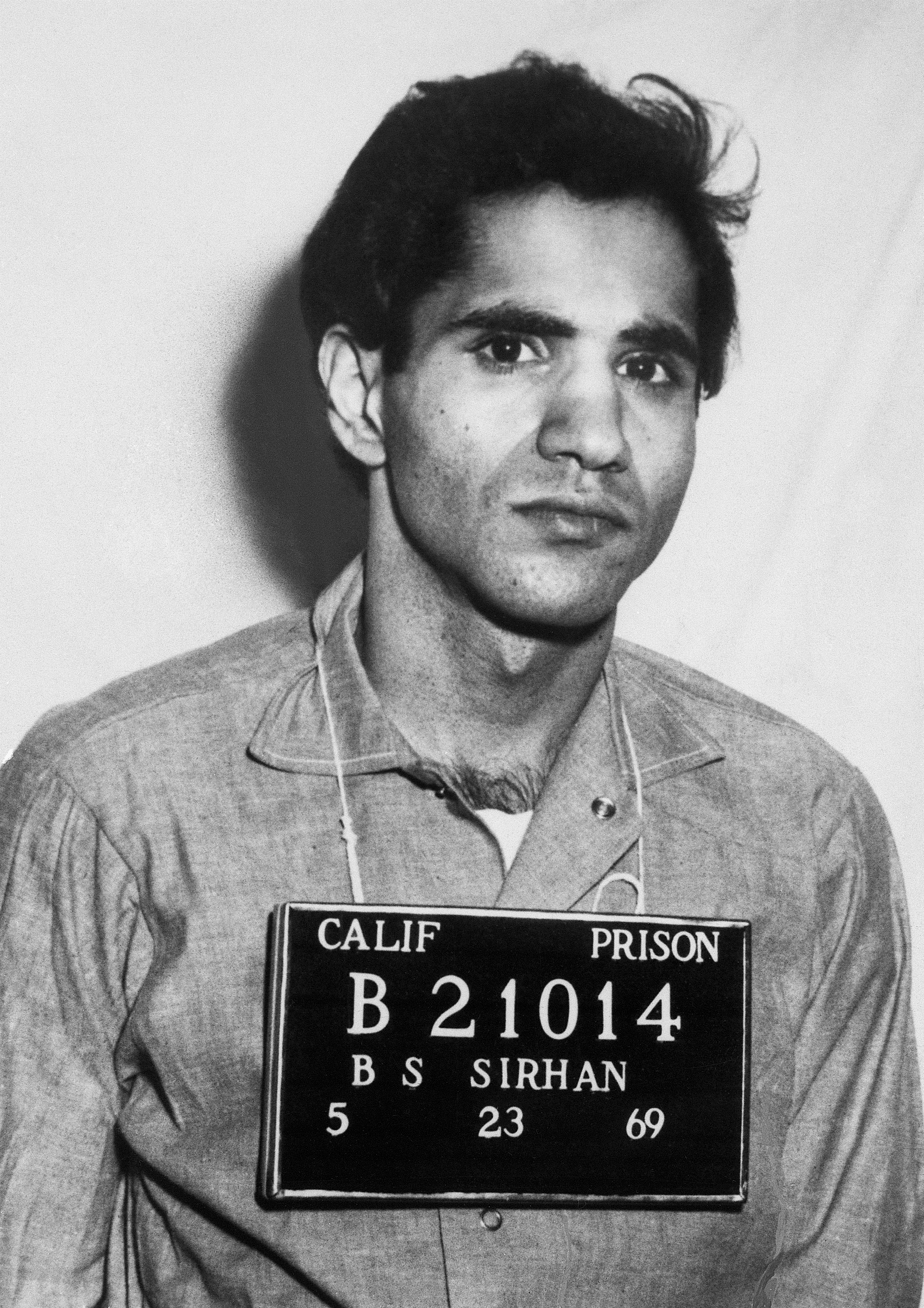
Sirhan Sirhan (1969)

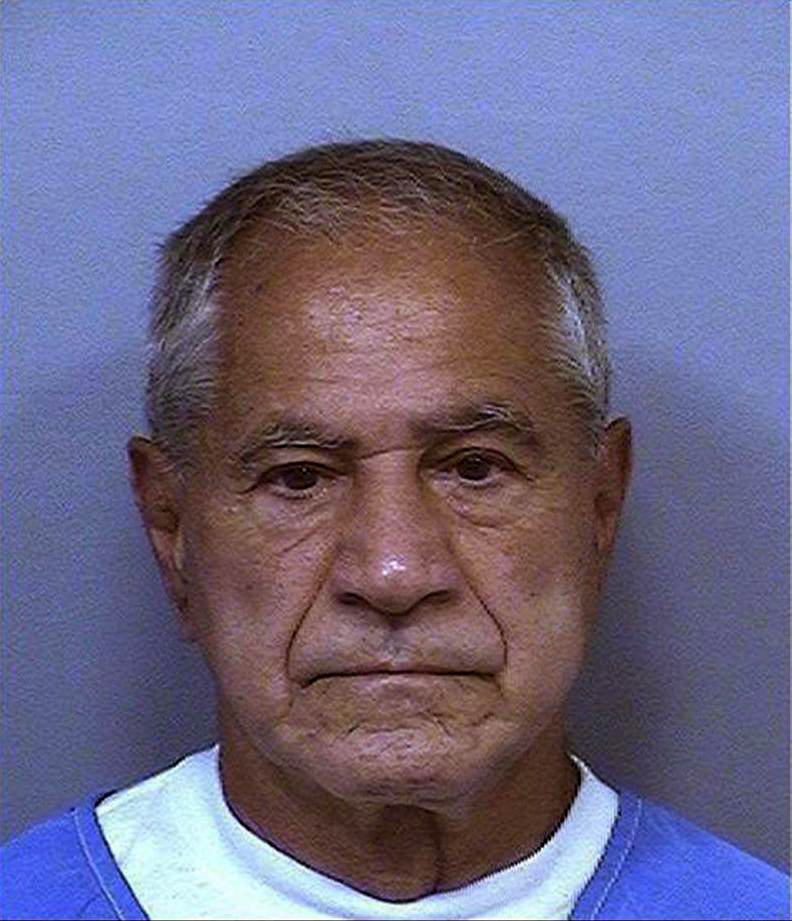
Sirhan Sirhan (2021)

Sirhan Bishara Sirhan (arabisch سرحان بشارة سرحان, DMG Sirḥān Bišāra Sirḥān; * 19. März 1944 in Jerusalem) ist ein  Palästinenser, der wegen des Attentats auf US-Senator Robert F. Kennedy vom 5. Juni 1968 als Mörder verurteilt wurde. Er verbüßt seitdem in Kalifornien eine lebenslange Freiheitsstrafe.

## Frühes Leben
Sirhan wuchs in einer christlichen Familie griechisch-orthodoxer Konfession auf, zunächst im gemeinsam von Juden und Arabern bewohnten Jerusalemer Stadtviertel Musrara. Sein Vater Bishara Sirhan arbeitete für die bis 1948 regierende britische Mandatsverwaltung. Als Kind erlebte Sirhan Sirhan im unmittelbaren Umfeld zahlreiche gewaltsame Auseinandersetzungen, die mit dem Palästinakrieg ihren Höhepunkt fanden. Besonders traumatisierend waren für ihn nach Aussage seiner Mutter Mary Sirhan ein Bombenanschlag der Irgun Tzwa’i Le’umi auf arabische Zivilisten am Damaskustor, dem Sirhan Sirhan nur knapp entkam, der Tod eines Soldaten, der vor seinen Augen von einer Bombe zerfetzt wurde, sowie vor allem der Tod seines älteren Bruders, als dieser in seiner Gegenwart von einem unter Beschuss geratenen Militärlastwagen erfasst wurde. Im Mai 1948 musste die Familie ihr zuvor von der Hagana besetztes Haus mit dem gesamten Eigentum zurücklassen und in den arabischen Ostsektor der durch den Krieg geteilten Stadt fliehen. Die nächsten acht Jahre verbrachten die zu Flüchtlingen gewordenen Sirhans ohne regelmäßige Einkünfte unter prekären Lebensbedingungen. Die Erfahrungen der Nakba und des israelisch-palästinensischen Konflikts waren für den jungen Sirhan prägend. Das palästinensische Nationalbewusstsein und der Widerstandsgedanke gegen Israel wurden auch von den patriotisch gesinnten Lehrern seiner Schulzeit gepflegt.
1956 konnten die Sirhans dank einer Patenschaft befreundeter US-Bürger aus Pasadena im Rahmen eines Einreiseprogramms für palästinensische Flüchtlinge nach Kalifornien auswandern. Kurz darauf verließ der Vater die Familie und übersiedelte in seine ursprüngliche Heimatstadt Taybeh im inzwischen von Jordanien verwalteten palästinensischen Westjordanland. Die ihre Kinder nun allein erziehende Mary Sirhan arbeitete als Hilfslehrerin an einer Schwesternschule in Pasadena. Sirhan Sirhan nahm nach mit guten Noten absolvierter Oberschule ein College-Studium am selben Ort auf, das er jedoch abbrach. Er wollte nun Jockey werden, weswegen er zunächst Stalljunge wurde und Rennpferde einritt. Im September 1966 erlitt er beim Reiten einen schweren Sturz mit Kopfverletzungen, der seine Ambitionen beendete. Nach Aussage seiner Familie änderte sich in der Folge auch sein Charakter insofern, als er zunehmend launischer wurde. Nach einjähriger Arbeitslosigkeit begann er im September 1967, im Lager und als Bote für ein Reformhaus zu arbeiten, und lebte später auch vom Schmerzensgeld der beruflichen Unfallversicherung, das ihm Anfang 1968 nach einer Klage für den Sturz zugesprochen wurde. Nach seiner Entlassung im März 1968, der zahlreiche Auseinandersetzungen mit seinem Arbeitgeber vorausgegangen waren, war Sirhan erneut arbeitslos.

## Das Attentat
In der Nacht vom 4. auf den 5. Juni 1968 feierte Robert F. Kennedy den am selben Tag errungenen Sieg bei den kalifornischen Vorwahlen für die Präsidentschaftskandidatur der Demokratischen Partei im Ambassador Hotel in Los Angeles. Nach seiner Ansprache verließ er den Saal durch den angrenzenden Anrichteraum der Hotelküche. Dort wartete nach der Darstellung des Gerichts Sirhan mit einem .22-kalibrigen achtschüssigen Iver-Johnson-Revolver. Aus etwa zwei Metern Abstand feuerte er auf Kennedy und dessen Begleiter. Drei Kugeln trafen Robert Kennedy und streckten ihn sofort zu Boden; ein weiteres Geschoss streifte ihn und verwundete den Wahlkampfhelfer Paul Schrade (1924–2022). Die restliche Munition feuerte Sirhan auf weitere Mitarbeiter Kennedys. Robert Kennedy erlag 26 Stunden nach dem Attentat im Krankenhaus seinen Verletzungen. Er war der jüngere Bruder des 1963 ebenfalls ermordeten Präsidenten John F. Kennedy. Laut Zeugenaussagen rief Sirhan unmittelbar nach der Tat: „Ich habe es für mein Land getan!“

## Der  Strafprozess
Ein Urteil auf Todesstrafe wollten Verteidigung und Staatsanwaltschaft zunächst mit einer Verständigung vermeiden, nach der Sirhan im Ausgleich für ein Schuldeingeständnis eine lebenslange Haftstrafe erhalten sollte. Anders als die Staatsanwaltschaft lehnte der Vorsitzende Richter solche oder ähnliche Vereinbarungen jedoch ab. Das Verfahren wegen Mordes wurde schließlich am 7. Januar 1969 vor einem Geschworenengericht eröffnet und dauerte bis zum 14. April. Innerhalb von 14 Wochen sagten insgesamt 90 Zeugen aus. Am vierten Tag ihrer Beratung erklärten die Geschworenen Sirhan des Mordes schuldig.
Sirhan wurde am 23. April 1969 zum Tod in der Gaskammer verurteilt. Nachdem der Oberste Gerichtshof Kaliforniens die Todesstrafe 1972 als verfassungswidrig ausgesetzt hatte, wurde Sirhans Strafe ebenso wie die 106 weiterer Verurteilter in lebenslange Freiheitsstrafe umgewandelt.

## Sirhans Darstellung der Ereignisse
Sirhan machte im Laufe der Jahre seit der Tat widersprüchliche Angaben zu seiner Rolle. Während des Prozesses gab er an, dass er sich an den Tatablauf selbst nicht erinnern könne. Er sagte vor Gericht aus, dass er erst bei seiner Festnahme wenige Minuten nach dem Attentat wieder zu Bewusstsein gekommen sei. In Sirhans Hotelzimmer wurde ein Tagebuch gefunden, in dem der Satz „RFK must die“ in ungewöhnlich repetitiver Weise wieder und wieder notiert war. Sirhan wurde in seinem Prozess zunächst als „geistesgestörter, religiöser Fanatiker“ dargestellt.
In einer Begnadigungsanhörung 2011 legten seine Anwälte die These vor, dass er unter Hypnose gestanden habe, so dass sein Verstand und die Hemmschwelle, einen Mordanschlag zu begehen, sowie jegliches Erinnerungsvermögen komplett ausgeschaltet gewesen seien. Sirhan gab dazu an, dass er unter dem Einfluss einer jungen Frau gestanden habe, die ihn in die Küche gelockt habe. Sein Anwalt führte mit ihm Befragungen unter Hypnose durch, und darin gab er an, dass eine geheimnisvolle Frau ihn berührt habe, bevor er geschossen habe, und ihn dann glauben gemacht habe, er sei auf einem Schießstand. Unter Hypnose gab Sirhan auch an, dass er gesehen habe, dass eine zweite Waffe abgefeuert worden sei, eine Aussage, die er ohne Hypnose jedoch nicht bestätigen konnte, da er sich, wie er sagte, nicht habe erinnern können.
Sirhan gab 2016 in seiner 15. Begnadigungsanhörung an, dass er sich an das ihm zur Last gelegte Verbrechen nicht erinnern könne. Er könne sich daran erinnern, dass er im Hotel gewesen, zu seinem Wagen gegangen und zurückgekehrt sei, als er festgestellt habe, dass er zu viel Alkohol getrunken habe. Seine Verurteilung führte er auf seinen schlechten Anwalt zurück, der ihn habe glauben lassen, dass er schuldig sei. Er sagte, dass er keine Reue an dem Verbrechen eingestehen könne, da er es nicht begangen habe.

## Haft und Bemühungen um Freilassung
Sirhan war jahrzehntelang im Hochsicherheitstrakt der Strafvollzugsanstalt Corcoran inhaftiert. Im November 2009 wurde er in das Pleasant Valley State Prison in Coalinga (Kalifornien), 2013 in das Richard J. Donovan Correctional Facility nahe San Diego verlegt. Seit vielen Jahren versucht er, unterstützt unter anderem durch den bei dem Attentat selbst verletzten Wahlhelfer Kennedys, Paul Schrade, einen neuen Prozess zu erwirken, in dem seine Unschuld festgestellt werden soll. Auch ein Sohn Kennedys, Robert F. Kennedy Jr., hegt inzwischen Zweifel daran, dass Sirhan Sirhan seinen Vater tatsächlich erschossen hat. Er fordert daher eine neue Untersuchung. Seit Ablauf der in seinem Fall geltenden Mindesthaftdauer von sieben Jahren hat Sirhan die Möglichkeit genutzt, alle fünf Jahre eine vorzeitige Entlassung zu beantragen. Sein 15. Antrag wurde im Februar 2016 abgelehnt.
In den 1970er Jahren versuchten die militanten palästinensischen Organisationen Volksfront zur Befreiung Palästinas (PFLP) und Schwarzer September bei mehreren Geiselnahmen erfolglos, Sirhan als einen von mehreren wegen Gewalttaten im israelisch-palästinensischen Konflikt inhaftierten Palästinensern freizupressen – so bei der Entführung von vier Verkehrsflugzeugen in die jordanische Wüste im September 1970, der Entführung einer Boeing 747 der Lufthansa von Neu-Delhi nach Aden im Februar 1972 und beim Überfall auf die saudische Botschaft in Khartum im März 1973. Im August 2019 verletzte ein Mitinsasse Sirhan mit einem Messer.
Im August 2021 wurde bekannt, dass der zuständige Bewährungsausschuss dem 16. Antrag auf Strafaussetzung stattgegeben und diesen Gavin Newsom, seit 2019 Gouverneur von Kalifornien, zur Prüfung vorgelegt hatte. Newsom folgte dem Votum des Ausschusses jedoch nicht und lehnte im Januar 2022 die Freilassung Sirhans ab. Dieser habe eines der berüchtigtsten Verbrechen in der amerikanischen Geschichte begangen  und außerdem auch nach Jahrzehnten im Gefängnis nicht die nötige Einsicht gezeigt, die ihn von weiteren gefährlichen Entscheidungen abhalten würde.
Im März 2023 lehnte der zuständige Bewährungsausschuss den 17. Antrag auf Strafaussetzung ab.

## Trivia
Basierend auf dem Verdacht, dass Sirhan unter dem Einfluss von Hypnose gestanden habe, stellte Derren Brown die Möglichkeit, einen Menschen mittels Hypnose zu einem Attentat zu bringen, in einer Fernsehsendung auf Channel 4 nach.